# Montescaglioso
Montescaglioso est une commune italienne dans la province de Matera, dans la région de la Basilicate. Elle abrite entre autres une abbaye bénédictine dédiée à l'archange Saint-Michel. Elle est par ailleurs située à environ 13 km à vol d'oiseau de la ville de Matera.

## Administration
| Période                                  | Période  | Identité      | Étiquette                       | Qualité |
| ---------------------------------------- | -------- | ------------- | ------------------------------- | ------- |
| 6 juin 2016                              | En cours | Vincenzo Zito | Lista civique Rinascita Montese | Maire   |
| Les données manquantes sont à compléter. |          |               |                                 |         |

### Communes limitrophes
Bernalda, Ginosa, Matera, Miglionico, Pisticci, Pomarico.

### Personnages historiques liés à Montescaglioso
- Henri de Montescaglioso
- Carlo Salinari